# Strymon mulucha
Strymon mulucha is een vlinder uit de familie van de Lycaenidae. De wetenschappelijke naam van de soort werd als Thecla mulucha in 1867 gepubliceerd door William Chapman Hewitson.

## Synoniemen
- Tmolus invisus Butler & Druce, 1872
- Strymon necjebus Le Crom & Johnson, 1997
- Strymon novasignum Austin & Johnson, 1997
- Strymon clavus Austin & Johnson, 1997
- Strymon implexus Austin & Johnson, 1997
- Strymon inmirum Austin & Johnson, 1997
- Strymon incanus Austin & Johnson, 1997